# وفاق مستقلي ساحل العاج
وفاق مستقلي ساحل العاج (بالفرنسية: Entente des Indépendents de Côte d'Ivoire)‏ كانت مجموعة منشقة عن الحزب الديمقراطي لساحل العاج. تأسست الحركة في أبيدجان في نهاية عام 1949. كانت بقيادة فامي دومويا وتوري أميدو. في بداية عام 1950 اندمج اتحاد مستقلين ساحل العاج في الحركة.
كانت الحركة مؤيدة بشدة لفرنسا ومعادية للشيوعية.
في عام 1951، اندمجت الحركة مع الحزب التقدمي لساحل العاج لتشكيل حزب الاتحاد الفرنسي لساحل العاج.